# Geiersnest-West
Geiersnest-West är ett kommunfritt område i Landkreis Bad Kissingen i Regierungsbezirk Unterfranken i förbundslandet Bayern i Tyskland.